# Luchtfilter (motortechniek)

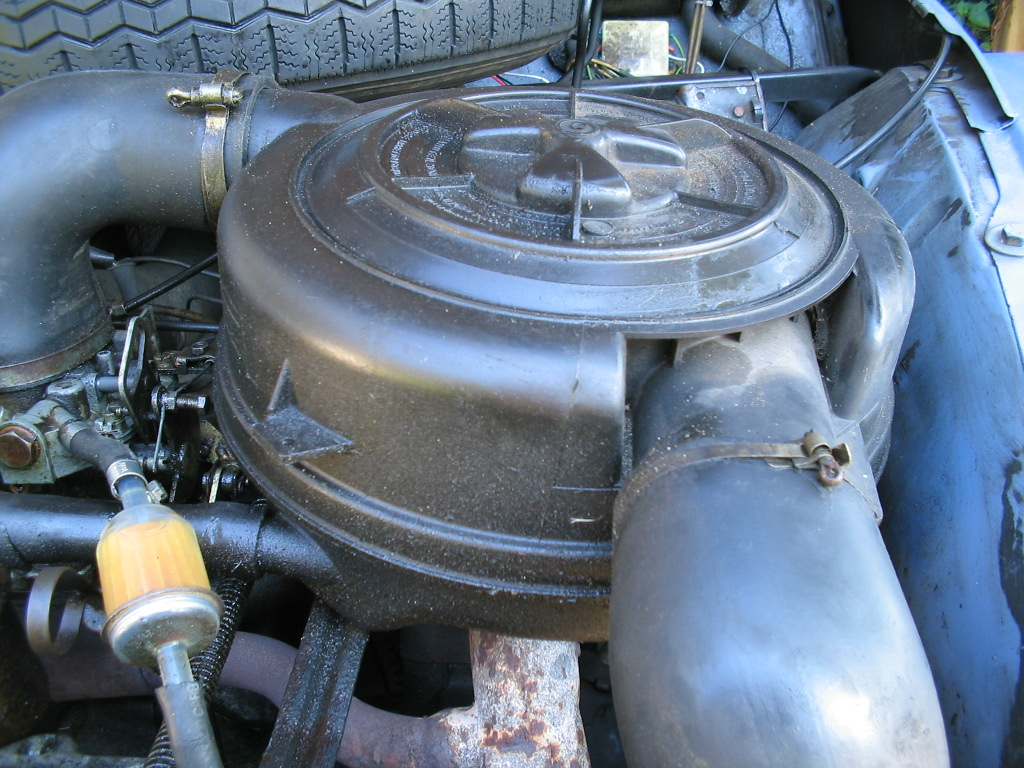
Luchtfilterhuis op een 2cv-motorblok. Links daarvan is tevens een benzinefilter te zien

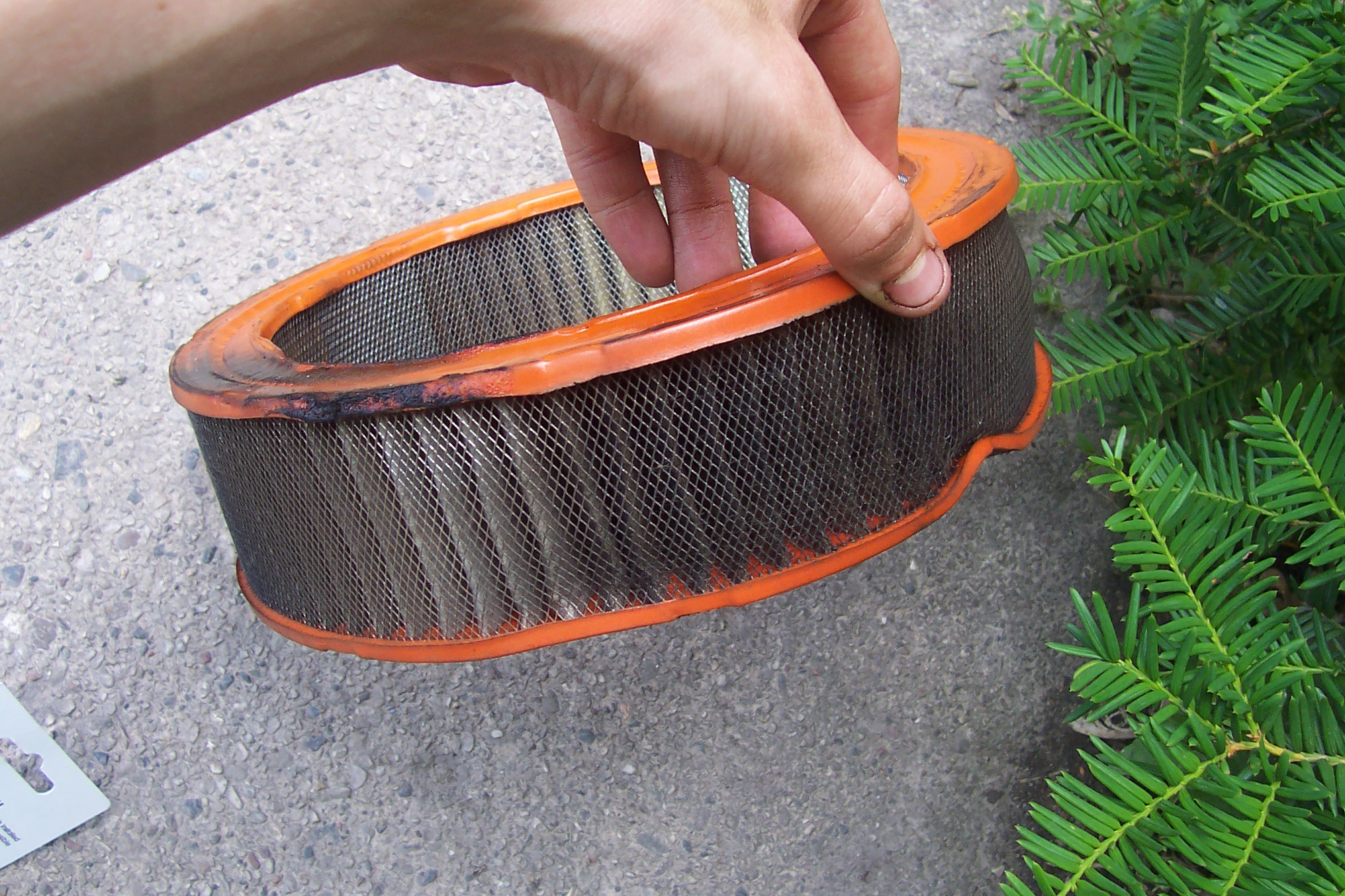
Het filterelement

Een luchtfilter in de motortechniek is een luchtfilter dat wordt toegepast bij een verbrandingsmotor in een voertuig om zand en vuil tegen te houden. Het luchtfilter zit in een behuizing die boven op de carburateur is geplaatst. Het zuivert de inlaatlucht die eventueel gemengd met benzine de cilinders in gaat. Stof in de inlaatlucht zal bovenmatige slijtage van de zuigers en cilinders veroorzaken. Moderne luchtfilters zijn meestal van het type met een papieren filter-element. Het element zit als een harmonica in elkaar gevouwen en heeft daardoor een groot werkzaam oppervlak. Het papier is van een speciaal soort en heeft een bepaalde behandeling ondergaan, zodat het zo doelmatig mogelijk de onzuiverheden van de lucht tegenhoudt. Het filter-element zal na verloop van tijd vervuilen en moet dan worden gereinigd. Sommige fabrikanten schrijven uitsluitend vervanging  voor en geen reiniging.  
Overigens zitten er doorgaans ook filters in de brandstof- en smeeroliesystemen om te voorkomen dat de injectoren of sproeiers in de carburateur verstopt raken en om afgesleten metaaldeeltjes uit de lagers in de motor weg te houden.